# Gueorgui Selianinov
Gueorgui Timofeievitch Selianinov (russe : Гео́ргий Тимофе́евич Селя́нинов) né le 2 mars 1887 (14 mars dans le calendrier grégorien) à Novoaleksandrovsk (aujourd'hui Zarasai), et mort le 12 octobre 1966 à Leningrad, est un Climatologue russe, fondateur de l'école des agro- et microclimatologie.

## Biographie
Gueorgui Selianinov est né le 2 mars 1887 (14 mars dans le calendrier grégorien) à Novoaleksandrovsk {aujourdhui Zarasai), Gouvermement de Kovno, Empire russe. Puis il entre à la Faculté de physique et de mathématiques de l’Université d'État de Saint-Pétersbourg dont il obtient son diplômé en 1913
,
De 1913 à 1915, il a travaillé comme assistant au Bureau de météorologie du Comité scientifique du ministère de l'Agriculture. Puis il s'installe à Sotchi, où, de 1915 à 1928, il a dirigé le département de météorologie agricole du jardin et de la station expérimentale agricole de Sotchi.
En 1928, Gueorgui Selianinov, retourne à Leningrad à l'invitation de Nikolaï Vavilov. Il a travaillé comme chef du département d'agro climatologie de l'Institut d'État d'agronomie expérimentale et de l'Institut panrusse de culture végétale, dont Nikolaï Vavilov était le directeur. Depuis 1938, il travaillait comme chef du département de météorologie agricole au Institut panrusse des productions végétales N. I. Vavilov, (VIR),.
En 1945, Gueorgui Selianinov, a soutenu sa thèse de doctorat en sciences agricoles. Et en 1949, il fut nommé professeur de météorologie agricole.
Il a reçu le Prix Lénine en 1954.
Gueorgui Selianinov est mort le 12 octobre 1966 à Leningrad.

## Activité scientifique
L'activité scientifique de Gueorgui Selianinov est consacrée principalement à la recherche des spécialisations de la production agricole tenant compte des conditions climatiques. En 1928, il propose le terme « facteurs climatiques des cultures », qui se transforment au fil du temps en « indicateurs agro--climatiques », qui reflètent assez fidèlement l'essence de l'effet du climat sur la croissance et le développement des plantes agricoles  L'un de ces indicateurs, le coefficient hydrothermal (CHT), est entré dans la pratique de la science mondiale et a reçu son nom.
Georgi Selianinov a développé et mis en pratique des méthodes de cartographie climatique à l'échelle de la surface terrestre. L'un des abris de protection des instruments des stations météorologiques qu'il a créés porte en Russie le nom de abri Selianinov ].

## Ouvrages publiés
Entre 1914 et 1961, G. T. Selianinov a publié 93 ouvrages, dont les plus représentatifs sont :
- Мировой агро-климатический справочник (Manuel agro-climatique mondial), Leningrad, Moscou, : Gidrometeoizdat, 1937.
- Перспективы развития субтропического хозяйства в СССР в связи с природными условиями (Perspectives de développement de l’économie subtropicale en URSS en relation avec les conditions naturelles), Leningrad. Gidrometeoizdat, 1961.
- Агроклиматическая карта мира (Carte agroclimatique du monde), Leningrad. Gidrometeoizdat, 1966.